# نینا آقاجانیان
نینا (نونه) پیناردوسی آقاجانیان (ارمنی: Նինա (Նունե) Փինարդոսի Աղաջանյան؛  زادهٔ ۲۷ اکتبر ۱۸۸۹ - درگذشته ۱۴ یا ۲۷ دسامبر ۱۹۷۴) روزنامه‌نگار، فیلم‌نامه‌نویس اهل ارمنستان بود.

## زندگی‌نامه
وی در ۸ نوامبر [سبک قدیمی: ۲۷ اکتبر] ۱۸۸۹ در کراسنودار به دنیا آمد . همچنین برندهٔ جوایزی همچون نشان پرچم سرخ کار و نشان برجسته افتخار شده‌است. وی در ۱۴ یا ۲۷ دسامبر ۱۹۷۴ در سن ۸۵ سالگی در اتحاد جماهیر شوروی سوسیالیستی درگذشت.

## یادداشت
1. ↑  Կիրիլ Շուտկո